# Pozsonyi Képzőművészeti Főiskola
A Pozsonyi Képzőművészeti Főiskola (szlovákul: Vysoká škola výtvarných umení v Bratislave) pozsonyi központú nyilvános főiskola Szlovákiában. A főiskolát 1949-ben alapították, ez volt az első ilyen típusú képzőművészeti intézmény az országban. Jelenlegi rektora Bohunka Koklesová.
Küldetése a szabad művészetek mellett az alkalmazott művészet oktatása, ez utóbbi csak az 1960-as években valósult meg először az építészeti részleg létrehozásával. A főiskola működésébe az 1950-es években, valamint Csehszlovákia 1968-as megszállását követően nagyban beleszólt a politikai apparátus, az iskolát több pedagógusnak is el kellett hagynia. A főiskola a bársonyos forradalom után jelentős változásokon esett át.

## A főiskola ma
A főiskola alap-, mester- és doktori szakon is kínál képzést, tagja több nemzetközi szervezetnek, és diákcsere programnak. Emellett nemzetközi workshopokat, szimpóziumokat, előadásokat és kiállításokat is szervez.
A könyvtár kiépítését 1952-ben kezdték el. A főiskola mellett 1991-től működik a MEDIUM galéria (Galéria MEDIUM).

## Tanszékek
A főiskola nem tagolódik karok, csak tanszékekre:
- Építőművészeti Tanszék (Katedra architektonickej tvorby)
- Digitális Művészetek (Digitálne umenia)
- Design Tanszék (Katedra dizajnu)
- Fényképészet és Új Médiumok Tanszék (Katedra fotografie a nových médií)
- Grafika és Egyéb Médiumok Tanszék (Katedra grefiky a iných médií)
- Intermédia Tanszék (Katedra intermédií)
- Rajz Tanszék (Katedra kresby)
- Festészet Tanszék (Katedra maliarstva)
- Restaurátor Tanszék (Katedra reštaurovania)
- Szobrász, Objekt és Installáció Tanszék (Katedra Socha, objekt, inštalácia)
- Művészetelmélet és Művészettörténet Tanszék (Katedra teórie a dejín umenia)
- Textilművészet Tanszék (Katedra textilnej tvorby)
- Alkalmazott Művészet Tanszék (Katedra úžitkového umenia)
- Vizuális Kommunikáció Tanszék (Katedra vizuálnej komunikácie)

## Híres hallgatók
- Bacskai Béla – festőművész
- Anna Daučíková – képzőművész, vizuális művész
- Dolán György – festőművész
- Michal Murin – képzőművész, performansz művész
- Nagy János – szobrász, éremművész
- Nóra Ružičková – költő, vizuális művész
- Shooty – karikaturista
- Szentpétery Ádám – festőművész, művészetpedagógus
- Szilágyi Ida – festőművész, tanár
- Szirtes János – képzőművész, előadóművész, performansz művész
- Valerián Trabalka – szobrászművész, egyetemi oktató

## Híres oktatók
- Bartusz György – képzőművész, szobrász
- Ján Mudroch – festő, a főiskola első rektora
- Turi Endre – festő, zománcművész